# Parc national de Torronsuo
Le parc national de Torronsuo (finnois : Torronsuon kansallispuisto) est un parc national de Finlande. Même avant sa déclaration en tant que parc national en 1990, la zone marécageuse à l’état quasi naturel était une zone protégée. Sa superficie est de 25,5 kilomètres carrés.

## Description
Le terrain de Torronsuo est une tourbière haute. 
La tourbe est épaisse et la partie médiane est nettement plus haute que les bords. 
La couche de tourbe de Torronsuo est la plus épaisse des tourbières mesurées en Finlande, dans certains endroits jusqu'à 12 mètres. 
Le marais Torronsuo est précieux pour ses espèces d'oiseaux et d'insectes.
Une centaine d'espèces d'oiseaux y nichent. 
Certains des oiseaux et des insectes volants sont des espèces qui se développent généralement dans les régions les plus septentrionales et ne se trouvent pratiquement nulle part ailleurs dans le sud de la Finlande. La flore des tourbières est aussi diversifiée,.

## Randonnées
Le parc national de Torronsuo a des sentiers de caillebotis d'un et dix kilomètres de long. 
En plus de ces longs sentiers en bois, il y a des pistes de ski de randonnée aménagées  dans le marais en hiver.

## Accès
L'aire de stationnement du parc national et le seul point de départ de randonnée se trouve sur l'île de Kiljamo, le long de la route régionale 282 qui va de  Forssa à Somero, au nord du village de Torro à Tammela. 
L'île possède une tour d'observation de 17 mètres de haut construite par la direction des forêts, qui offre une vue sur toute la tourbière.